# 闽清县第二中学
闽清县第二中学，又名文泉中学，简称闽清二中，位于中华人民共和国福建省福州市闽清县坂东镇新壶村138号，是一所具有240年历史的全日制中学，前身是清朝乾隆年间创办的文泉书院。

## 姊妹学校
2017年4月4日，位于马来西亚砂拉越诗巫的黄乃裳中学与闽清二中缔结为姊妹学校。